# Boang
Boang  è un'isola d'origine corallina di Papua Nuova Guinea, la seconda più grande delle isole Tanga.

## Geografia
L'isola, a forma di mezzaluna lunga circa 10 km ed ampia 6 km, è situata a circa 55 km ad est dalle coste centro-orientali della Nuova Irlanda.
Il territorio è caratterizzato da un vasto ripiano alto circa 60 m che sale gradualmente dalle coste meridionali per terminare in una ripida scogliera lungo quelle settentrionali. Ricoperta da foresta tropicale, il clima è tropicale umido. Il centro principale è Amfar, snodo sociale ed economico del gruppo, dove è anche presente una pista di atterraggio.